# Pendências (ort)
Pendências är en ort i Brasilien.   Den ligger i kommunen Pendências och delstaten Rio Grande do Norte, i den östra delen av landet, 1 700 km nordost om huvudstaden Brasília. Pendências ligger 14 meter över havet och antalet invånare är 9 363.
Terrängen runt Pendências är platt. Närmaste större samhälle är Macau, 18,8 km nordost om Pendências.
Omgivningarna runt Pendências är huvudsakligen savann. Runt Pendências är det ganska glesbefolkat, med 27 invånare per kvadratkilometer.